# Cung điện Mandalay
Cung điện Mandalay (tiếng Miến Điện: မန္တလေး နန်းတော်, phát âm [máɰ̃dəlé náɰ̃dɔ̀]), tọa lạc tại Mandalay, Myanmar, là cung điện hoàng gia của chế độ quân chủ Miến Điện cuối cùng. Cung điện được xây dựng từ năm 1857 đến năm 1859 như một phần trong quá trình vua Mindon thành lập kinh đô hoàng gia Mandalay mới. Sơ đồ cung điện Mandalay phần lớn tuân theo thiết kế cung điện truyền thống của Miến Điện, bên trong một vòng tường phòng thủ bao quanh bởi một con hào. Cung điện nằm ở trung tâm kinh đô và quay mặt về hướng đông. Tất cả các tòa kiến trúc của cung điện đều có chiều cao một tầng. Số lượng các ngọn tháp phía trên một tòa kiến trúc phản ánh tầm quan trọng của khu vực bên dưới.
Cung điện Mandalay là dinh thự hoàng gia chính của vua Mindon và vua Thibaw, hai vị vua cuối cùng của đất nước. Khu phức hợp không còn là nơi ở của hoàng gia và trụ sở chính phủ vào ngày 28 tháng 11 năm 1885 khi, xuyên suốt Chiến tranh Anh-Miến Điện lần thứ ba, quân của Lực lượng Thực địa Miến Điện tiến vào cung điện và bắt giữ hoàng tộc. Người Anh đã biến khu dinh thự thành Pháo đài Dufferin, được đặt theo tên của vị phó vương lúc bấy giờ của Ấn Độ. Trong suốt thời kỳ thuộc Anh, cung điện được người Miến Điện coi là biểu tượng chính của chủ quyền và bản sắc. Phần lớn khuôn viên cung điện đã bị phá hủy trong Thế chiến thứ hai bởi cuộc ném bom của quân đồng minh; chỉ có xưởng đúc tiền hoàng gia và tháp canh còn sót lại. Một bản sao của cung điện được xây dựng lại vào những năm 1990 với một số vật liệu hiện đại.
Ngày nay, cung điện Mandalay là biểu tượng chính của Mandalay và là một địa điểm thu hút du lịch.